# Zmarli w kwietniu 2010

## Kwiecień 2010
- 30 kwietnia
  - Dragan Kujović, czarnogórski polityk, minister edukacji i nauki (1996–2001), p.o. prezydenta Czarnogóry (2003)[1]
  - Paul Augustin Mayer, niemiecki duchowny katolicki, kardynał[2]
- 29 kwietnia
  - Ryszard Matuszewski, polski historyk literatury, pisarz, krytyk literacki, tłumacz[3]
  - Audrey Williamson, brytyjska lekkoatletka, sprinterka[4]
- 28 kwietnia
  - Stefania Grodzieńska, polska pisarka[5]
  - Furio Scarpelli, amerykański scenarzysta[6]
  - Małgorzata Żołnierowicz-Plichta, polska gimnastyczka, wielokrotna mistrzyni Polski, trenerka, pedagog[7]
- 26 kwietnia
  - Michael Adams, amerykański aktor, kaskader[8]
  - Daniel Aleksandrow, rosyjski duchowny prawosławny, biskup Rosyjskiego Kościoła Prawosławnego poza granicami Rosji[9]
  - Luigi Gui, włoski polityk, minister (1962–1976)[10]
- 25 kwietnia
  - Bea Arthur, amerykańska aktorka[11]
  - Joseph Bessala, kameruński bokser, medalista olimpijski[12]
  - Alan Sillitoe, brytyjski pisarz[13]
- 24 kwietnia
  - Pierre Hadot, francuski filozof[14]
  - Wojciech Siemion, polski aktor[15]
- 23 kwietnia
  - Günther Heidemann, niemiecki bokser, medalista olimpijski[16]
  - Natalja Ławrowa, rosyjska gimnastyczka artystyczna, dwukrotna mistrzyni olimpijska[17]
- 22 kwietnia
  - Emilio Álvarez, urugwajski piłkarz[18]
  - Jakub Ławecki, polski piłkarz[19]
  - Lina Marulanda, kolumbijska modelka[20]
  - Alicia Parlette, amerykańska dziennikarka[21]
  - Piet Steenbergen, holenderski piłkarz, reprezentant Holandii[22]
  - Ann Vervoort, belgijska piosenkarka, wokalista zespołu Milk Inc.[23]
- 21 kwietnia
  - Sammy Baird, szkocki piłkarz, reprezentant Szkocji[24]
  - Whitney Harris, amerykański prawnik[25]
  - Juan Antonio Samaranch, hiszpański działacz sportowy, prezydent Międzynarodowego Komitetu Olimpijskiego[26]
- 20 kwietnia
  - Piotr Dejmek, polski aktor, producent filmowy[27]
- 19 kwietnia
  - William Borders, amerykański duchowny katolicki, arcybiskup Baltimore[28]
  - Guru, amerykański muzyk, raper[29]
  - Abu Hamza al-Muhadżir, egipski terrorysta, przywódca irackiej Al-Kaidy[30]
  - Edwin Valero, wenezuelski bokser, mistrz świata[31]
- 18 kwietnia
  - Abu Omar al-Baghdadi, iracki terrorysta, emir Islamskiego Państwa Iraku (2006–2010)[32]
  - Mieczysław Cieślar, polski duchowny luterański, biskup warszawski[33]
  - Michał Krauss, polski lekarz[34]
- 17 kwietnia
  - Alexandru Neagu, rumuński piłkarz, reprezentant Rumunii, olimpijczyk[35]
  - Alejandro Robaina, kubański przemysłowiec, legendarny producent tytoniu[36]
- 16 kwietnia
  - Rasim Delić, bośniacki wojskowy, generał, szef sztabu generalnego Armii Republiki Bośni i Hercegowiny[37]
  - Tomáš Špidlík, czeski duchowny katolicki, kardynał, jezuita[38]
- 14 kwietnia
  - Tom Ellis, brytyjski polityk i menedżer, członek Izby Gmin (1970–1983), lider Walijskich Liberalnych Demokratów (1988–1990)[39]
  - Ryszard Ksieniewicz, polski lekkoatleta, dziesięcioboista[40]
  - Peter Steele, amerykański wokalista grupy Type O Negative[41]
  - Þorvaldur Garðar Kristjánsson, islandzki polityk i prawnik, przewodniczący Althingu (1983–1988)[42]
- 13 kwietnia
  - Steve Reid, amerykański perkusista jazzowy[43]
  - Anna Semkowicz-Holt, polska dziennikarka współpracująca z radiową Trójką[44]
- 12 kwietnia
  - Peter Haskell, amerykański aktor[45]
- 11 kwietnia
  - Jean Boiteux, francuski pływak, mistrz olimpijski[46]
- 10 kwietnia
  - Czesław Berenda, polski dziennikarz[47]
  - Dixie Carter, amerykańska aktorka[48]
  - Arthur Mercante, amerykański sędzia bokserski[49]
  - Tomasz Tatarczyk, polski malarz[50]

Ofiary katastrofy polskiego Tu-154M w Smoleńsku:
- - Joanna Agacka-Indecka, prezes Naczelnej Rady Adwokackiej (ur. 1964)
  - Ewa Bąkowska, polska bibliotekarka, harcerka, działaczka Stowarzyszenia Rodzin Katyńskich (ur. 1962)
  - Andrzej Błasik, generał broni, dowódca Sił Powietrznych (ur. 1962)
  - Krystyna Bochenek, polska dziennikarka i polityk, wicemarszałek Senatu (ur. 1953)
  - Anna Maria Borowska, polska działaczka społeczna (ur. 1928)
  - Bartosz Borowski, polski przedstawiciel Rodzin Katyńskich (ur. 1978)
  - Tadeusz Buk, polski dowódca wojskowy, generał dywizji, dowódca Wojsk Lądowych RP (ur. 1960)
  - Miron Chodakowski, arcybiskup prawosławny, generał brygady (ur. 1957)
  - Czesław Cywiński, polski kombatant, żołnierz AK, podpułkownik WP (ur. 1926)
  - Leszek Deptuła, polski polityk (ur. 1953)
  - Zbigniew Dębski, polski powstaniec warszawski, podpułkownik WP (ur. 1922)
  - Grzegorz Dolniak, polski polityk, przewodniczący Klubu Parlamentarnego PO (ur. 1960)
  - Katarzyna Doraczyńska, polska polityk (ur. 1978)
  - Edward Duchnowski, polski działacz społeczny, sekretarz generalny Zarządu Głównego Związku Sybiraków (ur. 1930)
  - Aleksander Fedorowicz, tłumacz prezydenta RP (ur. 1971)
  - Janina Fetlińska, polska polityk (ur. 1952)
  - Jarosław Florczak, funkcjonariusz Biura Ochrony Rządu (ur. 1969)
  - Artur Francuz, funkcjonariusz Biura Ochrony Rządu (ur. 1971)
  - Franciszek Gągor, polski dowódca wojskowy, generał, szef Sztabu Generalnego Wojska Polskiego (ur. 1951)
  - Grażyna Gęsicka, polski socjolog, polityk (ur. 1951)
  - Kazimierz Gilarski, polski generał (ur. 1955)
  - Przemysław Gosiewski, polski polityk (ur. 1964)
  - Bronisław Gostomski, dziekan dekanatu Londyn-Północ, Proboszcz parafii św. Andrzeja Boboli w Londynie (ur. 1948)
  - Robert Grzywna, polski lotnik (ur. 1974)
  - Mariusz Handzlik, polski polityk, podsekretarz stanu w Kancelarii Prezydenta RP (ur. 1965)
  - Roman Indrzejczyk, polski duchowny katolicki, kapelan prezydenta RP (ur. 1931)
  - Paweł Janeczek, Funkcjonariusz BOR (ur. 1973)
  - Dariusz Jankowski, polski urzędnik państwowy (ur. 1955)
  - Natalia Januszko, polska stewardesa (ur. 1987)
  - Izabela Jaruga-Nowacka, polska polityk (ur. 1950)
  - Józef Joniec, Prezes stowarzyszenia Parafiada (ur. 1959)
  - Ryszard Kaczorowski, polski polityk, ostatni prezydent RP na Uchodźstwie (ur. 1919)
  - Maria Kaczyńska, żona Lecha Kaczyńskiego (ur. 1942)
  - Lech Kaczyński, polski polityk, prezydent RP (ur. 1949)
  - Sebastian Karpiniuk, polski polityk (ur. 1972)
  - Andrzej Karweta, polski wiceadmirał, dowódca Marynarki Wojennej (ur. 1958)
  - Mariusz Kazana, polski urzędnik państwowy, dyplomata (ur. 1960)
  - Janusz Kochanowski, polski prawnik, dyplomata, Rzecznik Praw Obywatelskich (ur. 1940)
  - Stanisław Komornicki, pseud. Nałęcz, polski generał brygady, autor pamiętników o tematyce wojennej (ur. 1924)
  - Stanisław Jerzy Komorowski, polski polityk, dyplomata, fizyk (ur. 1953)
  - Paweł Krajewski, chorąży BOR (ur. 1975)
  - Andrzej Kremer, polski prawnik, dyplomata (ur. 1961)
  - Zdzisław Król, Polski duchowny (ur. 1935)
  - Janusz Krupski, polski historyk (ur. 1951)
  - Janusz Kurtyka, polski historyk, prezes IPN (ur. 1960)
  - Andrzej Kwaśnik, Polski duchowny (ur. 1956)
  - Bronisław Kwiatkowski, generał Wojska Polskiego, dowódca operacyjny Sił Zbrojnych(ur. 1950)
  - Tadeusz Lutoborski, były prezes warszawskiej rodziny katyńskiej (ur. 1926)
  - Barbara Maciejczyk, polska stewardesa (ur. 1981)
  - Barbara Mamińska, dyrektor biura kadr i oznaczeń w kancelarii prezydenta (ur. 1957)
  - Bożena Mamontowicz-Łojek, historyk baletu, teatrolog (ur. 1937)
  - Stefan Melak, Prezes komitetu katyńskiego (ur. 1946)
  - Justyna Moniuszko, polska stewardesa (ur. 1985)
  - Aleksandra Natalli-Świat, polska polityk (ur. 1959)
  - Janina Natusiewicz-Mirer, polska działaczka społeczna (ur. 1940)
  - Piotr Nurowski, polski działacz sportowy, prezes PKOl (ur. 1945)
  - Bronisława Orawiec-Loffler, bratanica majora Franciszka Orawca (ur. 1929)
  - Katarzyna Piskorska, córka Tomasza Piskorskiego (ur. 1937)
  - Maciej Płażyński, polski polityk, marszałek Sejmu, prezes Wspólnoty Polskiej (ur. 1958)
  - Tadeusz Płoski, polski duchowny katolicki, generał, biskup polowy Wojska Polskiego (ur. 1956)
  - Agnieszka Pogródka-Węcławek, chorąży BOR (ur. 1975)
  - Arkadiusz Protasiuk, polski pilot (ur. 1974)
  - Andrzej Przewoźnik, polski historyk, od 1992 sekretarz generalny ROPWiM (ur. 1963)
  - Krzysztof Putra, polski polityk, wicemarszałek Senatu, wicemarszałek Sejmu (ur. 1957)
  - Ryszard Rumianek, rektor uniwersytetu Warszawskiego (ur. 1947)
  - Arkadiusz Rybicki, polski polityk (ur. 1953)
  - Andrzej Sariusz-Skąpski, polski działacz społeczny (ur. 1937)
  - Wojciech Seweryn, polski plastyk (ur. 1939)
  - Sławomir Skrzypek, prezes NBP (ur. 1963)
  - Władysław Stasiak, polski polityk, szef BBN (ur. 1966)
  - Aleksander Szczygło, polski prawnik, polityk, minister obrony narodowej, szef Kancelarii Prezydenta RP (ur. 1963)
  - Jerzy Szmajdziński, polski polityk, minister obrony narodowej, wicemarszałek Sejmu (ur. 1952)
  - Jolanta Szymanek-Deresz, polska polityk, szefowa Kancelarii Prezydenta RP (ur. 1954)
  - Izabela Tomaszewska, polska urzędnik państwowa (ur. 1955)
  - Marek Uleryk, polski podporucznik Biura Ochrony Rządu (ur. 1975)
  - Anna Walentynowicz, polska działaczka związkowa, kawaler Orderu Orła Białego (ur. 1929)
  - Teresa Walewska-Przyjałkowska, wiceprezes Fundacji Golgota Wschodu (ur. 1937)
  - Zbigniew Wassermann, polski prawnik, polityk, koordynator służb specjalnych (ur. 1949)
  - Wiesław Woda, polski polityk (ur. 1946)
  - Edward Wojtas, polski polityk (ur. 1955)
  - Paweł Wypych, polski polityk, wiceminister pracy, były prezes ZUS, sekretarz stanu w Kancelarii Prezydenta RP (ur. 1968)
  - Stanisław Zając, polski polityk (ur. 1949)
  - Janusz Zakrzeński, polski aktor (ur. 1936)
  - Artur Ziętek, polski porucznik pilot Sił Powietrznych RP (ur. 1978)
  - Gabriela Zych, polska działaczka społeczna (ur. 1941)
- 9 kwietnia
  - Dario Mangiarotti, włoski szermierz, szpadzista, wielokrotny medalista olimpijski[52]
  - Meinhardt Raab, amerykański aktor[53]
  - Zoltán Varga, węgierski piłkarz, reprezentant Węgier, mistrz olimpijski[54]
  - Monika Warneńska, polska pisarka, reportażystka[55]
- 8 kwietnia
  - Gilbert Devèze, francuski polityk, deputowany krajowy i europejski, członek ruchu oporu podczas II wojny światowej[56]
  - Malcolm McLaren, brytyjski muzyk, publicysta, menadżer zespołu Sex Pistols[57]
  - Abel Muzorewa, zimbabweński biskup metodystyczny i polityk, premier Zimbabwe (1979–1980)[58]
  - Jean-Paul Proust, francuski polityk[59]
- 7 kwietnia
  - Christopher Cazenove, brytyjski aktor[60]
- 6 kwietnia
  - Anatolij Dobrynin, rosyjski dyplomata, polityk, ambasador Rosji w USA[61]
  - Corin Redgrave, brytyjski aktor[62]
- 5 kwietnia
  - Witalij Siewastjanow, rosyjski kosmonauta[63]
- 4 kwietnia
  - Clifford M. Hardin, amerykański polityk, sekretarz rolnictwa (1969–1971)[64]
  - Kelly Moran, amerykański żużlowiec[65]
- 3 kwietnia
  - Edmund Banasikowski, polski wojskowy, major piechoty Wojska Polskiego, żołnierz AK, działacz społeczny[66]
  - Stanisław Kochman, polski filolog, slawista[67]
  - Oleg Kopajew, rosyjski piłkarz[68]
  - Eugène Terre’Blanche, południowoafrykański polityk, przywódca prawicowego ugrupowania Afrikaner Weerstandsbeweging[69]
  - Yasunori Watanabe, japoński rugbysta[70]
- 2 kwietnia
  - Chris Kanyon, amerykański wrestler[71]
  - Mike Zwerin, amerykański puzonista jazzowy[72]
- 1 kwietnia
  - John Forsythe, amerykański aktor[73]
  - Izabela Horodecka, działaczka turystyczna, członek honorowy Polskiego Towarzystwa Turystyczno-Krajoznawczego, żołnierz Armii Krajowej, odznaczona Orderem Virtuti Militari[74]
  - Ed Roberts, amerykański informatyk, założyciel i prezes Micro Instrumentation and Telemetry Systems[75]